# 西霍爾姆高中
歐內斯特·W·西霍爾姆高中（簡稱西霍爾姆高中）是美國密西根州伯明罕的一所公立高中。它成立於 1951 年，是伯明翰公立學校區的一部分。

## 歷史
於 1951 年，西霍爾姆高中以伯明翰高中的名義成立。當時的教育委員會主席是 Ernest W. Seaholm（已退休的凱迪拉克總工程師）  ，而财务主管是 Wylie E. Groves。伯明翰的两所高中现在以他们的名字命名：西霍尔姆高中和格罗夫斯高中。
伯明翰高中的第一任校长是罗斯瓦格纳。
西霍爾姆高中曾经举办过底特律日本学校 4 至 12 年级的班级，这是一所补充日本学校。  2010年，JSD宣布搬迁至密歇根州诺维，並于 2011 年年中搬迁。

## 体育
学校拥有综合性 I 级体育项目，包括摔跤、足球、越野跑和舞蹈，和 II 级体育项目包括棒球、曲棍球、篮球、网球、排球、高尔夫、长曲棍球、游泳、竞技啦啦队、水球、跳水、美式足球和田賽和徑賽。
西霍爾姆在2011-2012學年獲得了女子網球和女子越野賽的州冠軍，並在女子高爾夫、女子游泳和跳水項目中獲得州亞軍。
它還與伯明翰格羅夫斯合作，以伯明翰聯隊的身份贏得女子長曲棍球州冠軍。
西霍爾姆亦在2014年獲得了女子越野賽的州冠軍。

## 規劃
Forensics隊伍一直在州决赛中取得成功。Quiz Bowl隊伍也取得了非常不錯的成績，在 1991 年的美国学术竞赛网络冠军赛中获得了全国冠军，并在 1994 年获得了州冠军。 
西霍爾姆高中的学生报纸“Seaholm Highlander”获得了密西根校际新闻协会颁发的多项著名的斯巴达奖。
始于 1960 年代，七名教师组成的团队创建了一系列具有灵活安排的跨学科社会研究/人文学科课程，稱為灵活安排计划 (The Flexible Scheduling Program) 。它们可以代替标准的英语和社会研究课程。允许学生自己教授课程。根据基督教科学箴言报，官僚主义的减少、教师之间的互动和协作、跨学科性质和灵活的时间安排都使该计划具有吸引力。 

## 著名校友
- 蒂姆·艾伦，演员和喜剧演员[7]
- 吉姆·本頓（英语：Jim Benton），插画家和作家
- 麥克·賓德爾（英语：Mike Binder） ，电影导演、编剧、制片人和演员[8]
- 蘭德爾·布萊恩特（英语：Randal Bryant）, 计算机科学家和学者
- 丹尼爾·多克托爾洛夫（英语：Daniel L. Doctoroff） ，商人和前政府官员[9]
- 帕特里克·格兰特，作曲家[10]
- 喬丹·哈賓格（英语：Jordan Harbinger） ，电台名人、播客、配音演员、记者、律师和商人
- 貝絲·海耶斯（英语：Beth Hayes）, (1955–1984), 经济学家[11]
- 劳拉·英尼斯（英语：Laura Innes），女演员和电视导演[12]
- Haley Kopmeyer, 职业足球运动员
- 克里斯蒂娜·拉赫蒂, 女演员和电影制片人
- Mari Manoogian, 政治家
- 哈利·史蒂文斯，政治家
- 諾爾·保羅·斯圖奇（英语：Paul Stookey），创作歌手